# زاك لي (لاعب كرة قاعدة)
زاك لي (بالإنجليزية: Zach Lee)‏ هو لاعب كرة قاعدة أمريكي، ولد في 13 سبتمبر 1991 في بلينو في الولايات المتحدة.

## وصلات خارجية
- زاك لي على موقع دوري كرة القاعدة الرئيسي (الإنجليزية)
- زاك لي على موقعبيزبول رفرنس.كوم (الدوري الرئيسي) (الإنجليزية)
- زاك لي على موقعبيزبول رفرنس.كوم (الدوري الثانوي) (الإنجليزية)
- زاك لي على موقع إي إس بي إن.كوم (أم.أل.بي) (الإنجليزية)
- زاك لي على موقع مشجعي الرسوم البيانية (الإنجليزية)